# Christian Giørtz Middelboe
Christian Giørtz Middelboe (9. marts 1852 i Ribe – 3. marts 1920 på Frederiksberg) var en dansk søofficer, forfatter og minister. Han blev født i Ribe i 1852, og var søn af toldkasserer og justitsråd Christian Middelboe (6. oktober 1805 – 27. maj 1887) og Caroline Christiane f. Giørtz (26. april 1831 – 17. april 1875).
Da hans far i 1862 blev forflyttet til Aalborg, fulgte drengen med dertil, hvor han gik i den lærde skole, indtil han i slutningen af 1866 sendtes til København for i Mariboes Skole at forberedes til Søkadetakademiet. Han blev søkadet i 1867, avancerede i graderne inden for marinen, blev udnævnt til kaptajn i 1885, og var i øvrigt en meget anset officer. 17. januar 1878 ægtede han Hedvig Therese Lund (født 10. december 1853), datter af vinhandler S.J. Lund og Betty Jacobine f. Tetzen.
Han blev udpeget til marineminister i Ministeriet Sehested (27. april 1900 – 24. juli 1901)
Han skrev også en del i sit levetid, herunder mange afhandlinger, som behandlede spørgsmål indenfor hans eget fag, ofte i Tidsskrift for Søvæsen. Han skrev både med eget navn og anonymt en række (i alt 23) skildringer, næsten udelukkende fra sømandslivet.
Han var bror til maler og grafiker Bernhard Ulrik Middelboe (1850-1931)

## Militær karriere
- 1867 kadet
- 1872 sekondløjtnant
- 1873 premierløjtnant
- 1877 ansat ved Søminevæsenet
- 1885 kaptajn
- 1899 kommandør